# 瓦倫丁·格魯貝夫
瓦倫丁·格魯貝夫（羅馬化：Valentin Golubev；1992年5月3日—）是一位俄羅斯排球運動員。他是俄羅斯國家排球隊的一員，代表俄羅斯參加了2014年世界排球錦標賽。也曾在2020年夏季奥林匹克运动会上摘得银牌。